# Koç Holding
Pour l’article homonyme, voir Koc (homonymie).
Koç Holding (prononcé [kot͡ʃ ]) est une holding turque créée par Vehbi Koç en 1920. En 1984, l'entreprise est transmise à Rahmi Koç. En 2003, son fils Mustafa Koç prend les commandes. Koç Holding fait partie de l'indice ISE-100 de la bourse d'Istanbul.

## Les sociétés associées
- Akpa A.Ş.
- Arcelitalia SRL
- Archin Ltd.
- Arctic S.A.
- Arçelik A.Ş.
- Arçelik LG Klima San. Tic. A.Ş.
- Ark İnşaat A.Ş.
- Arstil
- Artesis A.Ş.
- Aygaz A.Ş.
- Beko Cesko S.R.O
- Beko Deutschland GMBH
- Beko Elektronik A.Ş.
- Beko Espana S.L.
- Beko France
- Beko Plc.
- Beko Polska S.A.
- Beko Ticaret A.Ş.
- Beldeyama Mot. Vasıtalar San.Tic. A.Ş.
- Bilkom A.Ş.
- Birleşik Oksijen San A.Ş.
- BİRMOT Birleşik Motor Sanayi ve Tic. A.Ş.
- Blomberg Werke Gmbh
- DD Heating Ltd.
- Demir Export A.Ş.
- Demrad A.Ş.
- Divan A.Ş.
- Dongguan Dei Chung Metal Appliances Limited
- Döktaş Dökümcülük Tic. San. A.Ş.
- Düzey A.Ş.
- Elektra Bregenz AG
- Eltek Elektrik Enerjisi İth. İhc. ve Toptan Tic. A.Ş.
- Entek Elektrik ÜretimiA.Ş.
- Ford Otosan Otomotiv San. A.Ş.
- GVZ
- Harranova Besi ve Tarım Ürünleri A.Ş.
- İzocam Tic. San. A.Ş.
- Kav Danışmanlık Paz. Tic. A.Ş.
- Kobiline
- Koç Allianz Hayat ve Emeklilik A.Ş.
- Koç Allianz Sigorta A.Ş.
- Koç Bilgi Grubu İletişim ve Teknoloji Şirketleri A.Ş.
- Koç Bilgi ve Savunma Teknolojileri A.Ş.
- Koç Bryce Teknoloji Eğitim Hizmetleri A.Ş.
- Koç Faktoring A.Ş.
- Koç Fiat Kredi A.Ş.
- Koç Finansal Hizmetler A.Ş.
- Koç Statoil Gaz Toptan Satış A.Ş
- Koç Yatırım Menkul Değerler A.Ş.
- Koç.net A.Ş.
- Koçfinans Tük. Fin. ve Kart Hizm. A.Ş.
- Koçlease Finansal Kiralama A.Ş.
- Koçportföy Yönetimi A.Ş.
- KoçSistem Bilgi ve İletişim Hizm. A.Ş.
- Koçtaş Yapı Marketleri A.Ş.
- Kofisa S.A
- Mares Otel Marmaris Altınyunus Turistik Tes. A.Ş.
- Mogaz Petrol Gazları A.Ş.
- New Holland Trakmak Traktör ve Zir. Mak. Tic. A.Ş.
- Opet /Aygaz Bulgaria JSC
- Opet A.Ş.
- Opet International London Ltd.
- Opet Madeni Yağ San. ve Tic. A.Ş.
- Opet Trade (Ireland) Ltd.
- Otokar Otobüs Karoseri San. A.Ş.
- Otokoç A.Ş.
- Otomotiv Lastikleri Tevzi A.Ş.
- Otoyol Sanayi A.Ş.
- Panel A.Ş.
- PROMENA Elektronik Ticaret A.Ş.
- Ram Dış Ticaret A.Ş.
- Ram Pacific
- Rambutya Ramstore - Kazakistan
- Ramenka Ramstore -Rusya
- Ramerica
- Ramstore Bulgaristan
- RMK Marine Gemi Yapım San. Deniz Taş. İşl. A.Ş.
- Samkocauto J.S.C.
- Sanal Merkez Tic. A.Ş.
- Set Auto Azerbaycan
- Set Auto Kazakistan
- Set Oto Tic. Turizm A.Ş. AVIS Rent A Car
- Setair Hava Taşımacılığı ve Hizm. A.Ş.
- Setur Marinaları Marina ve Yat İşletmeciliği
- Setur Servis Turistik A.Ş.
- Sherbrook International Limited
- Talya Oteli Tütaş Türk Turizm A.Ş.
- Tanı Pazarlama ve İletişim Hizmetleri A.Ş.
- Tat Konserve San. A.Ş.
- Tat Tohumculuk A.Ş.
- TBS Denizcilik ve Petrol Ürünleri Dış Ticaret A.Ş.
- Tofaş Türk Otomobil Fabrikası A.Ş.
- TÜPRAŞ-Türkiye Petrol Rafinerileri A.Ş.
- Türk Demir Döküm Fabrikaları A.Ş.
- Türk Traktör ve Ziraat Makineleri A.Ş.
- Ultra Kablolu TV ve Telekominikasyon San.Tic. A.Ş.
- Vehbi Koç Vakfı
- Yapı Kredi Bank (Deutschland) AG
- Yapı Kredi Bank Azerbaycan
- Yapı Kredi Bank Moskow
- Yapı Kredi Bank Nederland N.V.
- Yapı Kredi Emeklilik A.Ş.
- Yapı Kredi Faktoring A.Ş.
- Yapı Kredi Finansal Kiralama A.Ş.
- Yapı Kredi Holding B.V.
- Yapı Kredi Kültür ve Sanat Yayıncılık Tic.ve San.A.Ş.
- Yapı Kredi Portföy Yönetimi A.Ş.
- Yapı Kredi Sigorta A.Ş.
- Yapı Kredi Yatırım Menkul Değerler A.Ş.
- Yapı Kredi Yatırım Ortaklığı A.Ş.
- Yapı Kredi-Koray Gayrimenkul Yatırım Ortaklığı A.Ş.
- Zer Merkezi Hizmetler A.Ş.
- Zinerji Enerji ve San Tic. A.Ş.